# 2 Eskadra Pilotażu Bojowego Oficerskiej Szkoły Lotniczej nr 5
 2 Eskadra Pilotażu Bojowego Oficerskiej Szkoły Lotniczej im. F. Żwirki i S. Wigury  (2 epb OSL-5) – pododdział wojsk lotniczych.

## Historia – formowanie, zmiany organizacyjne
Powstanie na początku 1951 Oficerskiej Szkoły Lotniczej nr 5 w Radomiu związane było z koniecznością sformowania jednostek szkolnych. Trzon ich stanowiły samoloty z przekazanej przez OSL nr 4 1 Eskadry Pilotażu Myśliwskiego OSL nr 4, stacjonującej na lotnisku w Radomiu - Sadkowie. Do lipca 1951 OSL nr 5 posiadała 4 eskadry szkoleniowe, w tym 4 Eskadrę Pilotażu Myśliwskiego, z samolotami Jak-9 pod dowództwem kpt. pil. Stanisława Kopacza. Zgodnie z rozkazem komendanta Szkoły z 23 lipca 1951 docelowym lotniskiem eskadr 3 i 4 zostało lotnisko w Radomiu.
W kwietniu 1952 roku 4. eskadra została przebazowana na lotnisko Kamień Śląski w ramach obozu letniego zorganizowanego przez komendę OSL nr 5. Na przełomie września i października tego roku nastąpiła zmiana na stanowisku dowódcy eskadry, co było związane z aresztowaniem pod zarzutem działalności antypaństwowej 15 oficerów i podoficerów jednostki. Po powrocie do Radomia kadra instruktorska rozpoczęła realizację programu przeszkalania na samolotach Jak-11. Pod koniec września 1953 eskadra rozpoczęła proces przeszkalania personelu w związku z otrzymaniem nowych samolotów odrzutowych Jak-17W i Jak-23. Nowy, obejmujący 100-godzinny nalot program szkolenia przewidywał naloty na następujących typach samolotów:
- samolot szkolenia podstawowego Jak-18, Junak-2 - 50 godzin;
- samolot szkolenia przejściowego Jak-9, Jak-11 - 30 godzin;
- samolot szkolenia bojowego Jak-23, Jak-17W - 20 godzin.

W związku ze zmienionym programem szkolenia i coraz większą ilością wykorzystywanych samolotów o napędzie odrzutowym w 1954 lotnisko wykorzystywane przez eskadrę w Radomiu poddano rozbudowie i remontowi. Umożliwiło to rozpoczęcie szkolenia przez OSL nr 5 na nowo otrzymanych samolotach MiG-15 i MiG-15UTI, co z kolei stworzyło podstawę do sformowania wyposażonej w te samoloty kolejnej eskadry szkoleniowej.
W 1955 OSL nr 5, dysponująca 9 eskadrami, przechodzi zmianę etatu z 20/283 na etat 20/343 i związaną z tym reorganizację. 5 lutego 1955 eskadry przemianowane zostały:
- 9 Eskadra na l Eskadrę Pilotażu Bojowego;
- 4 Eskadra na 2 Eskadrę Pilotażu Bojowego;
- 3 Eskadra na 3 Eskadrę Pilotażu Bojowego;
- l Eskadra na 4 Eskadrę Pilotażu Przejściowego;
- 2 Eskadra na 5 Eskadrę Pilotażu Przejściowego;
- 7 Eskadra na 6 Eskadrę Pilotażu Przejściowego;
- 5 Eskadra na 7 Eskadrę Pilotażu Podstawowego;
- 6 Eskadra na 8 Eskadrę Pilotażu Podstawowego;
- 8 Eskadra na 9 Eskadrę Pilotażu Podstawowego.

Wiosną 1958 rozpoczął się kolejny etap reorganizacji systemu wojskowego szkolnictwa lotniczego i przejście z systemu eskadr na pułki, gdyż przyjęcie nowego sprzętu wymagało innego, znacznie rozbudowanego systemu zaopatrzenia i zabezpieczenia. Zmiany przeprowadzono na podstawie rozkazu organizacyjnego MON nr 075/Org. z dnia 31 grudnia 1957 oraz rozkazu organizacyjnego DWL i OPL OK nr 02/Org. z dnia 29 stycznia 1958, w związku z którymi szkoła przeszła na etat nr 20/466. 2 Eskadra Pilotażu Bojowego w lutym 1958 weszła w skład sformowanego w Radomiu 60 Lotniczego Pułku Szkolnego, będącego w strukturze OSL nr 5.

## Dowódcy eskadry 1951-1958[9]
- por. pil. Stanisław Kopacz (1951-1952)
- kpt. pil. Józef Kowalski (1952-1953)
- kpt. pil. Feliks Skrzeczkowski (1953-1954)
- kpt. pil. Michał Skowroński (1954-1955)
- mjr pil. Władysław Sobaczewski (1955-1956)
- mjr pil. Marian Lipczyński (1956-1958)

## Struktura etatowa eskadry[10]
- dowódca eskadry
- zastępca dowódcy eskadry ds. politycznych
  - sekretarz POP
  - instruktor ZMP
- szef sztabu
  - szef łączności
  - instruktor WF
  - szef eskadry
  - kancelista
  - maszynistka
  - instruktor wyszkolenia spadochronowego
  - układacz spadochronowy
- nawigator eskadry
- pomocnik dowódcy eskadry ds. wyszkolenia bojowego
  - dowódcy klucza
  - piloci instruktorzy
  - technik klucza
  - starszy mechanik lotniczy
  - mechanik lotniczy
  - starszy silnikowy
  - mechanik przyrządów lotniczych
  - mechanik instalacji elektrycznej
  - mechanik uzbrojenia lotniczego
  - majster radiowy
- pomocnik dowódcy eskadry ds. liniowych
  - lekarz
  - felczer
  - dowódca kompanii podchorążych
  - szef kompanii podchorążych
  - podoficer gospodarczy
- pomocnik dowódcy eskadry ds. inż.-eksploatacyjnych
  - inżynier osprzętu
  - inżynier uzbrojenia
  - starzy technik eksploatacyjny
  - technik osprzętu
  - technik uzbrojenia

## Samoloty
Na wyposażeniu eskadry były samoloty:
- Jak–9
- Jak-9P
- Jak-11
- U Jak-17
- Jak-23
- MiG-15
- UTIMiG-15